# Civilizația rău înțeleasă
Civilizația rău înțeleasă (în bulgară Криворазбраната цивилизация) este o piesă de teatru satirică în limba bulgară în cinci acte de Dobri Voinikov care a fost publicată în 1871 la București. Este considerată cea mai bună comedie în limba bulgară până la începutul secolului al XX-lea.
Într-o manieră comică cu motive folclorice, piesa ridiculizează modul în care valurile străine ale modei sunt percepute ca o evoluție a progresului uman. Aceasta este cea mai populară și cel mai adesea pusă în scenă piesă a sa, o operă fundamentală în arta dramatică bulgară modernă.  Problemele discutate în ea au entuziasmat majoritatea figurilor Renașterii Naționale. Datorită actualității temei sale, Civilizația rău înțeleasă este jucată pe scenele teatrelor din Bulgaria până în prezent, la mai bine de o sută de ani de la prima publicare.
Teatrul lui Voinicov a fost frecventat nu doar de bulgarii care îl considerau o reconstituire a trecutului lor dar și de germani, englezi sau români.  Comedia Civilizația rău înțeleasă a fost imediat tradusă în limba română și în limba cehă și a fost jucată cu succes la teatrul din Praga.

## Prezentare
Acțiunea are loc într-un mic oraș în perioada renașterii naționale bulgare târzii de la sfârșitul secolului al XIX-lea. Haji Kosta, un magazioner, este îngrijorat de suma uriașă de bani care a fost cheltuită de fiica și de soția sa pentru o varietate de accesorii străine de modă și haine care sunt practic inutile, potrivit acestuia. El este, de asemenea, îngrijorat de neglijarea tradițiilor familiale și de sensibilitatea fiicei sale, a fiului său și a soției sale la tendințele emergente „la modă” într-un comportament întreținut de produsele străine și de snobii locali.

## Personaje

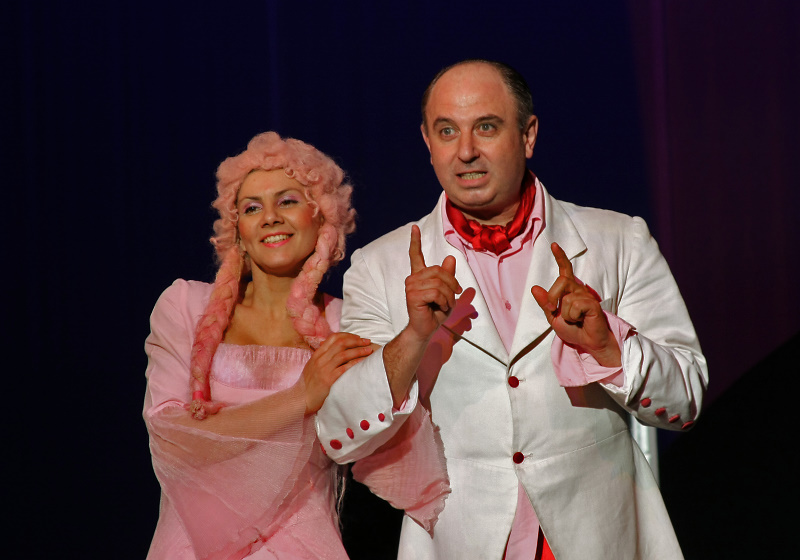
O punere în scenă din 2009 - Albena Nacieva și Nicolai Urumov în rolul Anka și repctiv Dimitraki Margaridi

- Haji Kosta: negustor, capul familiei.
- Zlata: soția sa
- Anka (Anca): fata lui Kosta și a Zlatei
- Dimitraki Margaridi: medic grec, pretendent la mâna Ancăi
- Marika: prietenul Ancăi
- Mitiu:  un tânăr timid îndrăgostit de Anca.
- Baba Stoina: pețitoare
- Dimitraki: fratele Ancăi
- Raicho: servitor
- Georgi: prietenul lui Mitiu
- Pencho: prietenul lui Mitiu
- Stăpânul Staniu: tatăl lui Mitiu

## Adaptări
În 1974, a fost realizată o piesă omonimă muzicală de teatru TV de către Televiziunea Națională Bulgară, în regia lui Haceo Boiadjiev cu marii actori bulgari de comedie Georgi Parcalev și Georgi Kaloianciev. Aceasta este probabil cea mai populară adaptare a piesei Civilizația rău înțeleasă de Dobri Voinikov.